# Mörk materia
Mörk materia är en hypotes om en tänkt form av materia som inte avger eller reflekterar elektromagnetisk strålning och därför inte kan observeras på normalt sätt. Mörk materia kan bara indirekt detekteras genom sin gravitationella påverkan på vanlig materia eller genom sin svaga växelverkan med materia. Begreppet mörk materia introducerades som en förklaring till att galaxer roterar mycket fortare än vad de borde göra i förhållande till den mängd synlig materia de innehåller och varför galaxkluster inte rör sig som de borde om bara den synliga materien fanns. Det finns en del observationer som utgör indicier för den mörka materiens existens, men man vet ändå inte vad den består av. Detta är således ett av de stora olösta problemen inom fysiken.

Universums sammansättning enligt en analys av data från WMAP

## Mörk materia
Forskare har av mätningar dragit slutsatsen att den totala energin i universum (som enligt E=mc² är samma sak som massa) består av 23 procent mörk materia och endast 5 procent vanlig materia. Resterande 72 procent består av mörk energi. Detta innebär att ca 95 % av den studerade verkligheten antas utgöras av mörk materia och energi. Vad mörk materia består av är fortfarande ett mysterium. De två vanligaste förklaringarna är MACHO:er (Massive Compact Halo Objects) och WIMP:er (Weakly Interacting Massive Particles). MACHO:er tänks vara makroskopiska objekt liknande bruna dvärgar (Jupiter-liknande kroppar utan massa nog att bli stjärnor). WIMP:er tänks vara elementarpartiklar av exotisk materia, med stor massa men med endast svag växelverkan med normal materia förutom den gravitationella växelverkan. Supersymmetriska partiklar är ett exempel på teoretiskt föreslagen exotisk materia. Neutriner var också länge på grund av sitt stora antal en kandidat, som skulle kunna förklara de konstaterade gravitationella effekterna. Tidigare hade de ansetts masslösa men nya rön tydde på att de hade massa om än liten. Man har numera lyckats fastställa gränsen för hur stora de tre olika neutrinernas massa kan vara och det visar sig då att de trots sitt stora antal bara kan ge ett litet bidrag till den mörka materiens sammanlagda massa. Nyligen framlagda experimentella resultat visar även att MACHO:er bara på sin höjd kan förklara en liten del av den mörka materien och WIMP:er är därför det föredragna alternativet. 
Det finns även andra alternativ, som ursprungliga svarta hål, gravitinos (hypotetiska supersymmetriska partners till gravitoner), och axioner, som är en annan typ av exotiska partiklar.

## Direkta observationer

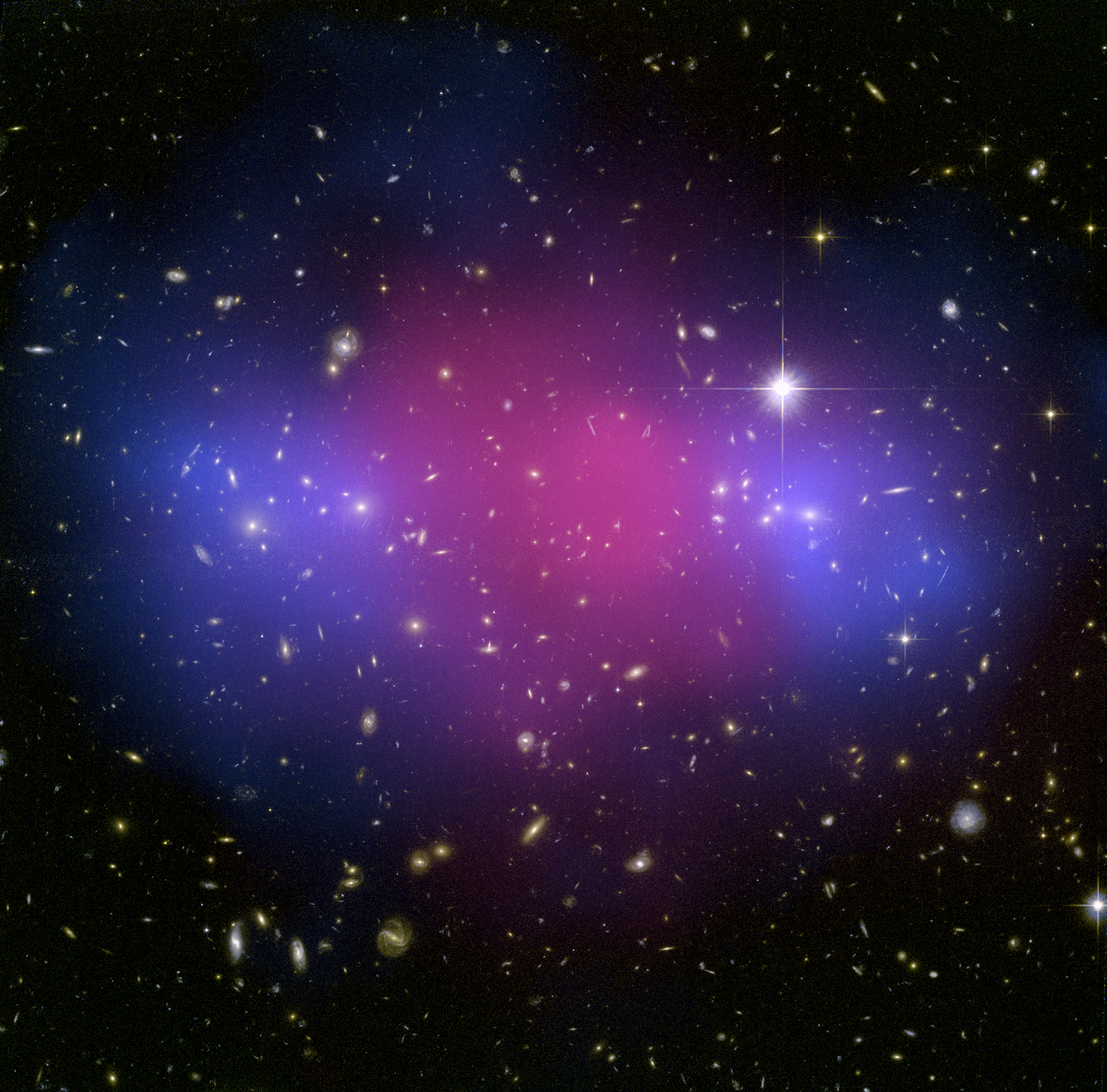
Galaxhopen MACS J0025.4-1222. Det rosa visar den vanliga materiens fördelning, det blå den mörka materiens.

I augusti 2006 rapporterade forskare som bland annat använt Nasas Chandrateleskop och Hubbleteleskopet att de sett direkta bevis på mörk materia i en kollision av två galaxhopar, där den vanliga materien separerats från den mörka materien. Systemet kallas Bullet Cluster (1E 0657-56). Genom att använda gravitationslinser kunde de se att källan till gravitation i hoparna inte överlappar med den synliga materien, vilket visar att den största delen av massan är i form av mörk materia.  Ytterligare ett exempel på kolliderande galaxhopar med separerad mörk materia och vanlig materia, MACS J0025.4-1222, hittades 2008.

## Alternativa förklaringar
Flera alternativa förklaringar till det som mörk materia försöker förklara har framförts och mötts av varierande, men reserverat intresse av forskarsamfundet. Dessa modeller utgår från att de observerade avvikelserna kan bero på att vi inte helt förstår gravitationens natur. Exempel på sådana modeller är: 
- Mordehai Milgroms MOND-teori[6],
- Jacob Bekensteins tensor-vektor-skalär-teori (TeVeS)[7]
- en modifierad gravitationsteori av John Moffat[8]

Med de mycket exakta mätningar som utförts och med den nya direkta observationen av mörk materia som nämndes ovan anses dock sådana teorier få allt svårare att utgöra fullständiga alternativ till mörk materia.